# スロベニアのユーロ硬貨

ユーロのシンボル

スロベニアのユーロ硬貨（スロベニアのユーロこうか）では、スロベニアにおけるユーロ硬貨について記述する。
ユーロ (EUR, €) は、欧州連合に加盟しているスロベニアを含む多くの国で使われている通貨である。
ユーロ硬貨の片面はユーロ圏全域共通のデザイン、もう片面は各国の独自のデザインとなっている。各国共通の表面の詳細はユーロ硬貨を参照。2ユーロ硬貨以外の縁（へり）のデザインもまた、全域で共通である。独自デザインとされている裏面も、欧州連合を象徴する12個の星と発行年を西暦で表示することは共通である。
スロベニアのユーロ硬貨は、Miljenko Licul、Maja Licul、Janez Boljkaの3人によってデザインされ、8種類それぞれ違った図柄が描かれている。
また、スロベニア語で「スロベニア」を意味するSLOVENIJAの文字が記されている。
| € 0.01                                                                         | € 0.02                                                           | € 0.05                                                             |
| コウノトリ (旧20トラル硬貨の図柄)                                              | カランタニア公国時代のケルンテン公の石                           | イヴァン・グロハルの"種まき"に星を散りばめた図柄                   |
| € 0.10                                                                         | € 0.20                                                           | € 0.50                                                             |
| ヨジェ・プレチュニック設計の国会議事堂に"Katedrala svobode"                    | 二頭のリピッツァナー馬                                           | ヤコブ・アリヤスの"Oj Triglav moj dom"にちなみトリグラウ山とかに座 |
| € 1.00                                                                         | € 2.00                                                           | € 2 の縁（へり）                                                   |
| プリモジュ・トルバルと彼の名言「Stati inu obstati (自立することと耐えること)」 | フランツェ・プレシェーレンと、直筆の祝杯(スロベニアの国歌)冒頭部 | €2 硬貨の側面部には、SLOVENIJA・と刻印されている。                 |